# 春歌
春歌（しゅんか）は、性風俗に関連した猥褻な内容の歌詞を含む楽曲、俗謡のこと。猥歌（わいか）、艶歌（つやうた）、情歌（じょうか）ともいう。

## 概要
性に関して現在よりおおらかな時代や、主に酒席での演奏という特性から作られたとされるが、現代では歌詞を変えて演奏される。逆に、通常の楽曲の歌詞を猥褻なものに変えて「替え歌春歌」にする例も見られる。

### 春歌とされる例
- おっぴょ節
- ヨサホイ節
- 秋田音頭
- 真室川音頭
- ブンガチャ節 - ブガチャカ節とも。北島三郎のデビュー曲で発売後すぐに放送禁止になったが、これは渋谷界隈で流しが歌っていた春歌で、歌詞を変えたものだったことから不適切と判断されたと考えられている（要注意歌謡曲指定制度および放送禁止歌を参照）。

以下はいわゆる「下ネタ」の内容をもつ俗謡である。
- たんたんたぬき - 「聖歌第687番」の替え歌春歌。
- リンゴの唄 - 1番の歌詞を元にして、1回目は普通に歌い、2回目は冒頭で「りんごの『り』の字を『う』に変えて」と掛け声声をかけた後、一番の歌詞の「り」を「う」に、「ご」を「こ」に変えて歌う。同様に3回目は「り」を「ち」、4回目は「り」を「ま」に変えて歌う。
- ずいずいずっころばし
- 金太の大冒険 - つボイノリオの楽曲。つボイの楽曲には下ネタ的歌詞のものが他にも多数ある。
- ちんこ音頭 - 2ちゃんねるで制作された楽曲。

## 関連作品
CD
- 『春歌「替え歌」民謡／嬉し恥ずかしの艶唄』 - 全国民謡民芸娯楽保存会による民謡の替え歌の春歌CD
- 『日本禁歌集』 - 竹中労監修の大衆芸能並びに音曲集。
- 『春歌』 - なぎらけんいちのアルバム。

ビデオ
- 『春歌で踊る!替歌かくし芸全集』[要文献特定詳細情報]

春歌が登場する映画
- 『日本春歌考』（1967年、大島渚監督）
- 『寝ずの番』（2006年、マキノ雅彦監督）

書籍
- 添田知道『日本春歌考 添田唖蟬坊・添田知道著作集V』刀水書房、1982年10月
- 野坂昭如『にっぽん春歌紀行』筑摩書房、1986年1月、ISBN 4-480-02036-5
- 竹中労『にっぽん情哥行』ミュージックマガジン、1986年1月、ISBN 978-4-943959-04-5
- 西はるか『声に出して唄おう日本の春歌―戯れ歌・遊び歌考』竹内書店新社、2002年3月、ISBN 4803503419
- 森達也『放送禁止歌』
- 梅津信行編『艶歌・戯れ歌』アース工房、ISBN 978-4-87947-047-8